# 筋ジストロフィー
筋ジストロフィー（きんジストロフィー、英語: muscular dystrophy）とは、筋線維の破壊・変性（筋壊死）と再生を繰り返しながら、次第に筋萎縮と筋力低下が進行していく遺伝性筋疾患の総称である。発症年齢や遺伝形式、臨床的経過などからさまざまな病型に分類される。そのうち、最も頻度の高いのはデュシェンヌ型である。2015年7月に難病指定され、日本国内の患者数は約25,400人と推計されている。

## 定義
主訴が筋力低下、筋萎縮であり、以下の2項目を満たすものをいう。
- 遺伝性疾患である。
- 骨格筋がジストロフィー変化を示す。

ジストロフィー変化とは、筋線維の大小不同、円形化、中心核の増加、結合組織の増生、脂肪化を特徴として筋線維束の構造が失われる変化のことをいう。これは筋ジストロフィーの中で最初に報告されたデュシェンヌ型の病理所見から定義されたものである。
特別支援教育における罹患児の教育については、肢体不自由ないしは病弱で対応する。

## 筋ジストロフィー (Muscular Dystrophy, MD)

### 性染色体劣性遺伝型筋ジストロフィー
デュシェンヌ型 (Duchenne muscular dystrophy, DMD)
進行性筋ジストロフィーの大部分を占め、重症な型である。おおよそ小学校5年生くらいの10歳代で車椅子生活となる人が多い。昔は20歳前後で心不全・呼吸不全のため死亡するといわれていたが、「侵襲的人工呼吸法」（気管切開を用いる）や最近では「非侵襲的人工呼吸法」（気管切開などの方法を用いない）など医療技術の進歩により、5年から10年は生命予後が延びている。しかし、未だ根本的な治療法が確立していない難病である。このデュシェンヌ型は、伴性劣性遺伝（X染色体短腕のジストロフィン遺伝子欠損）で基本的に男性のみに発病する。
症状
2 - 5歳ごろから歩き方がおかしい、転びやすいなどの症状で発症が確認されることが多数である。初期には腰帯筋、次第に大殿筋、肩甲帯筋へと筋力の低下の範囲を広げていく。なお、筋力低下は対称的に起きるという特徴を持つ。また、各筋の筋力低下によって処女歩行遅滞、易転倒、登攀性起立（とうはんせいきりつ、ガワーズ（Gowers）兆候）、腰椎の前弯強、動揺性歩行（アヒル歩行）などをきたす。筋偽牲肥大に関しては腓腹筋や三角筋で特徴的に起こるが、これは筋組織の崩壊した後に脂肪組織が置き換わることによる仮性肥大である。病勢の進行と共に筋の萎縮（近位→遠位）に関節拘縮、アキレス腱の短縮なども加わり、起立・歩行不能となる。心筋疾患を合併することが多く、心不全は大きな死因のひとつである。
検査
血清CK値著明に上昇。筋電図にて筋原性変化を認める。尿中クレアチニン↓。尿中クレアチン↑。筋生検にて免疫染色を行いジストロフィン蛋白欠損。
治療
現在のところ、根本的治療法はない。機能訓練や関節拘縮予防のためのストレッチ（理学療法）のほか、心不全・呼吸障害に対する対症療法が行われる。作用機序は明らかではないが、プレドニゾロンはDMD型筋ジストロフィーに保険適用がある。国産初のアンチセンス核酸医薬品として治療剤(ビルトラルセン)の臨床試験が開始され、2020年3月25日に承認された。また、ヒストン脱アセチル化酵素阻害剤（HDAC阻害剤）による治療の研究がされている。

ベッカー型 (Becker muscular dystrophy, BMD)
病態はデュシェンヌ型と同じだが、発症時期が遅く、症状の進行も緩徐。関節拘縮も少ない。一般に予後は良い。
デュシェンヌ型同様、免疫染色にてジストロフィン蛋白に異常を認めるが、デュシェンヌ型ではジストロフィン蛋白がほとんど発現していないのに対し、ベッカー型では異常なジストロフィン蛋白が産生されたり、発現量が少ないことが知られており、これにより両者の症状の差異が生じているのだと考えられる。

#### デュシェンヌ型筋ジストロフィーの筋病理
筋ジストロフィーの筋病理の主要所見は筋線維の壊死と再生である。筋線維の壊死と再生に関しては以下のような説明がされている。ジストロフィン欠損に起因する膜の異常があり、細胞外液が細胞内に流入する。外液中には高濃度のカルシウムが存在するためそれが筋細胞に入ると筋肉は過収縮をおこす。これがopaque線維と考えられる。高濃度カルシウムが存在するとカルパインなどの酵素が活性化され自己消化を起こし、筋肉は崩壊し、貪食細胞の侵入を許すことになる。筋ジストロフィーでは筋再生が活発であるが、再生は壊死を代償しない。そのため筋線維は次第に数を減らし、末期には筋線維はほとんど消失し、脂肪組織と結合組織で置換される。骨格筋のみならず、心筋や横隔膜もおかされ、心不全または呼吸不全が死因のひとつとなる。

### 先天性筋ジストロフィー
出生時より筋力の低下を認めるものを先天性筋ジストロフィーと呼ぶ。
- 福山型 - 日本では先天性筋ジストロフィーの中で最も頻度が高い。多くは10歳代で死亡する。
- ウールリッヒ型
- メロシン欠損症
- インテグリン欠損症
- ウォーカーワールブルグ症候群

### 肢帯型筋ジストロフィー
- LGMD1A - 1D群
- LGMD2A - 2F群

三好型筋ジストロフィー (Miyoshi muscular dystrophy : MMD)
16 - 30歳ごろに発病し腓腹筋とヒラメ筋が侵される。初期症状は、つま先立ちができないジャンプすることができない、走ることが遅くなるなどの症状報告されている。発症後約10年で歩行が不可能となり、手の筋力も遠位から低下しやがて近位にも及んでくると言われているが、病状には違いがあり、発症後10年以上経過した方でも歩行可能の患者が報告されている。この病気は筋ジストロフィーの一種で血中のCK値が顕著に上昇する。原因遺伝子はdysferlinで常染色体劣性遺伝。肢帯型筋ジストロフィー2B型においてもdysferlinの異常が確認されている。肢帯型筋ジストロフィー2B型は、体幹に近い所から筋肉が萎縮するが、病状が進むにつれ三好型と同じように体幹から遠いい手や足にも筋肉の萎縮が現れる。現在、有効な治療法はないが、共に治療を受けることができる。このDysferlin異常で発症する病気をDysferlinopathyと呼ぶ。

### 顔面肩甲上腕型筋ジストロフィー
常染色体優性遺伝。第4番染色体長腕に遺伝子座。原則として両親のどちらかが病気であるが、両親が全く正常で突然変異による発症と考えられる例が30％ある。病名のように顔面、肩甲部、肩、上腕を中心に障害される。進行すると腰や下肢の障害も生じ歩行困難となることもある。顔面筋の障害により閉眼力低下、口輪筋障害（口笛が吹けない）などを来たし、独特の顔貌（ミオパチー顔貌）を呈する。肩や上腕の筋萎縮が高度なのに比し前腕部は比較的保たれるため、ポパイの腕と形容される。下肢の障害は、下腿に強いもの、腰帯・大腿に強いものなどいろいろである。CK上昇は軽度である。比較的良性の経過をたどり、進行すると腰や下肢の障害も生じ歩行できなくなることもあるが、生命に関しては良好な経過をとる。筋症状以外では、感音性難聴、網膜血管異常の合併が高率であり、まれに精神遅滞やてんかんの合併がある。

## 筋緊張性ジストロフィー (myotonic dystrophy)
筋強直性ジストロフィーとも呼ばれる。常染色体優性遺伝を示す疾患で、マウスではmuscleblind-like（Mbnl）遺伝子の阻害により同様の症状が発現することが確認されている。トリプレットリピート病の一種である。進行性に罹患筋の萎縮とミオトニアが見られる。有病率は10万人に1 - 5人、好発年齢は20 - 30歳代であるとされる。先天型では母からの遺伝による重症型がある。フロッピーインファントで発症。
症状
顔筋、舌筋、手内在筋のミオトニア（筋強直。筋の収縮が異常に長く続き、弛緩が起こりにくい現象のこと。手を強く握るとすぐには開けない、など。低温下で増強されるため、冷水中の雑巾絞り様動作が診断の一助になるという）や、咬筋・胸鎖乳突筋の筋萎縮（西洋斧顔貌）、側頭筋の筋萎縮（白鳥の頸）、または四肢遠位筋の筋萎縮を見る。ミオトニアは筋萎縮に先立って生じる。
その他に、白内障などの眼症状、内分泌障害（耐糖異常、性腺萎縮（無精子症）、甲状腺機能低下）、精神薄弱、循環器障害、呼吸器障害、消化器障害、前頭部の脱毛など多彩な症状の見られる全身性疾患である。
検査
血清CK軽度上昇。筋電図にて筋原性変化を認め、また電極の刺入時に特徴的な筋強直性放電を認める（急降下爆撃音）。
治療
現在のところ、根本的治療法はない。対症的にプロカインアミド、フェニトイン、塩酸キニーネ、副腎皮質ステロイド剤などの投与を行う。